# Джузеппе Томазі ді Лампедуза
Джузеппе Томазі, 11-й князь ді Лампедуза (італ. Giuseppe Tomasi di Lampedusa; 23 грудня 1896, Палермо — 23 липня 1957, Рим) — італійський письменник, відомий завдяки своєму єдиному соціально-психологічному роману «Гепард» (Il Gattopardo), за мотивами якого Лукіно Вісконті зняв однойменний фільм.

## Творчість
Роман «Гепард» був опублікований посмертно. У 1960 — 1980-і роки були опубліковані й інші твори Джузеппе Томазі ді Лампедузи: збірка «Оповідання» («Racconti», 1961), оповідання «Лігея» («Ligheia»), статті та есе, виявлені серед рукописів письменника: «Лекції про Стендаля» («Lezioni su Stendhal», 1977), «Запрошення до французької літератури XVI століття» («Invito alle Lettere francesi del Cinquecento», 1979), «Англійська література. Від витоків до XVIII століття» («Letteratura inglese. Dalle origini al Settecento», 1989).
За свідка на вінчанні письменника з Олександрою Вольф у Ризі 1932 року була українка за походженням Людмила Степанівна Ілляшенко.

## Українські переклади
- Джузеппе Томазі ді Лампедуза, Гепард: роман, переклад з італ. Миколи Мещеряка, передмова Анатолія Іллічевського, післямова Луї Арагона. Київ, вид-во «Вища школа», 1985.
- Джузеппе Томазі ді Лампедуза, Гепард: роман, пер. з італ. Миколи Мещеряка, Мар'яни Прокопович ; передм. Джоаккіно Ланци Томазі ; Ін-т л-ри ім. Т. Г. Шевченка НАН України, Італ. ін-т культури в Україні. — Х. : Фоліо, 2009. — 250 с. — (Бібліотека світової літератури).
- Джузеппе Томазі ді Лампедуза, Гепард, переклад з італ. Мар'яни Прокопович у співпраці з Миколою Мещеряком, Харків: Фоліо, 2010, 256 с.

## Цитати
- Все має змінитися, щоб все залишилося по-старому.[3]